# José Pérez (football)
Pour les articles homonymes, voir José Pérez et Pérez.
José Pérez (né le 30 novembre 1897 à Montevideo en Uruguay et mort le 5 décembre 1920) est un joueur de football international uruguayen, qui évoluait au poste d'extérieur droit.

## Biographie

### Carrière en club
Avec l'équipe de Peñarol, Pérez remporte une Copa Competencia Chevallier Boutell en 1916 – offrant deux buts à José Piendibene contre Rosario Central –, une Copa de Honor Cusenier – signant l'un des quatre buts victorieux contre Independiente – et un championnat d'Uruguay en 1918. Fin 1920, Pérez meurt d'une pneumonie après avoir joué sous la pluie contre Rosario Central alors qu'il était déjà fiévreux.

### Carrière en sélection
Avec l'équipe d'Uruguay, il joue 28 matchs (pour 6 buts inscrits) entre 1913 et 1920.
Pérez figure dans le groupe des sélectionnés lors des championnats sud-américains de 1916, de 1917, de 1919 et de 1920. Il remporte cette compétition à trois reprises en 1916, 1917 et 1920. Lors de cette dernière édition, El Botija Pérez marque deux buts contre les Brésiliens pour une large victoire six buts à zéro.

## Palmarès
| Peñarol - Championnat d'Uruguay (1) : - Champion : 1918. - Copa de Honor Cusenier (1) : - Vainqueur : 1918. - Cup Tie Competition (1) : - Vainqueur : 1916. |  | Uruguay - Championnat sud-américain (3) : - Vainqueur : 1916, 1917 et 1920. - Meilleur buteur : 1920 (3 buts). |